# Roederiodes wigginsi
Roederiodes wigginsi är en tvåvingeart som beskrevs av Wilder 1981. Roederiodes wigginsi ingår i släktet Roederiodes och familjen dansflugor.
Artens utbredningsområde är Costa Rica. Inga underarter finns listade i Catalogue of Life.